# Microsetella norwegica
Microsetella norwegica är en kräftdjursart. Microsetella norwegica ingår i släktet Microsetella, och familjen Ectinosomatidae. Arten är reproducerande i Sverige.